# 스타디온 포드 고리촘
스타디온 포드 고리촘(몬테네그로어: Stadion pod Goricom)은 몬테네그로 포드고리차에 위치한 축구 경기장으로 수용 인원은 15,230명이다. 1945년에 개장했으며 FK 부두치노스트 포드고리차와 몬테네그로 축구 국가대표팀의 홈 구장으로 사용되고 있다.

## 같이 보기
- FK 부두치노스트 포드고리차
- 몬테네그로 1부 리그